# شون كامبل (لاعب هوكي الحقل)
شون كامبل هو لاعب هوكي الحقل كندي، ولد في 3 مارس 1973.

## وصلات خارجية
- شون كامبل على موقع أوليمبيديا (الإنجليزية)
- شون كامبل على موقع اللجنة الأولمبية الكندية (الإنجليزية)

1. 1 2  Olympedia (بالإنجليزية), 2006, QID:Q95606922